# David Bote Paz
David Bote Paz (Mataró, 12 de marzo de 1982) es un físico y político español, y el actual alcalde de Mataró.

## Carrera académica
Nacido en el seno de una familia de origen extremeño, se licenció en Física por la Universidad de Barcelona en 2005. Posteriormente cursó el programa de doctorado en Física avanzada en el Departamento de Estructura y Constituyentes de la Materia de la misma universidad, donde primero obtuvo el Diploma de Estudios Avanzados en Física Atómica, Molecular y Nuclear (2007), y después el título de Doctor por la Universidad de Barcelona  en 2010 (tesis: Colisiones de partículas cargadas. Modelos de interacción y algoritmos numéricos).
Su tesis doctoral Colisión de Partículas cargadas. Modelos de Interacción y Algoritmos numéricos  fue elaborada bajo la dirección del Catedrático Dr. Francisco Salvat y Gavaldà y obtuvo la máxima calificación (excelente cum laude) por parte del tribunal evaluador. También obtuvo el Certificado de Aptitud Pedagógica para la docencia en Secundaria (2006) y ha cursado el máster en Liderazgo y Comunicación para la Gestión Política. 
Beneficiario del Programa Nacional de Formación de Profesorado Universitario (FPU), fue becario y después investigador en formación de la Universidad de Barcelona, donde además de sus tareas de investigación impartió clases de cálculo a la Licenciatura de Física. Después ha trabajado en el Sincrotrón Alba como técnico de Radioprotección, en el Centro de Láseres Pulsados en Salamanca, y como profesor de secundaria en una escuela concertada de Barcelona.

## Carrera política
y ex actor Bote es el alcalde de Mataró desde 2015, después de concurrir a las elecciones al frente de la candidatura del Partido de los Socialistas de Cataluña y obtener 6 concejales de 27. Sin perder dos respecto 2011, al ser la lista más votada, acceder a la alcaldía formó gobierno con CiU hasta 2017, momento en que el PSC quedó en minoría tras la salida de CiU del gobierno municipal a raíz de los hechos del 1 de octubre de 2017.
En las elecciones municipales de 2019 revalidó la victoria obteniendo 13 concejales. Desde 2016 es secretario de Ciencia I + D + I del PSC.